# 聖愛と俗愛
『聖愛と俗愛』（伊: Amor sacro e Amor profano, 英: Sacred and Profane Love）は、イタリア、ルネサンス期の巨匠ティツィアーノ・ヴェチェッリオが1514年頃に制作した絵画である。油彩。ティツィアーノの初期の作品で、ヴェネツィアの十人委員会の書記であるニッコロ・アウレリオ（Niccolò Aurelio）と若い未亡人ラウラ・バガロット（Laura Bagarotto）との結婚を祝うために、アウレリオによって発注されたと推定されている。絵画はおそらく白いドレスを着てキューピッドのそばに座り、女神ヴィーナスを伴う花嫁として表された女性像を描いている。
『聖愛と俗愛』は謎めいた要素が豊富であるため、絵画の主題について美術史で最も研究されている作品の1つとなっている。絵画のタイトルは1693年に『神の愛と世俗の愛』（Amor Divino e Amor Profano, Divine love and Profane love）として目録に記載されたのが最初であるため、制作された際の概念をまったく表していない可能性がある。「絵画の図像を解読しようとする美術史家によって多くのインクがこぼれ」、ある程度の合意が得られたものの、中心人物の正体を含む絵画の意図する意味の基本的な側面については議論が続いている。現在はローマのボルゲーゼ美術館に所蔵されている。

## 制作背景
2人の女性像が座っている石棺ないし水槽の側面に描かれている紋章から、1523年に書記長官（gran cancelliere）となるヴェネツィアの十人委員会の書記官ニコロ・アウレリオの1514年5月に行われた結婚式と関連づけられている。結婚相手の女性ラウラ・バガロットの父親はパドヴァの法学者ベルトゥッチョ・バガロットであり、1509年6月にハプスブルク家のマクシミリアン1世がパドヴァを征服した際にヴェネツィア共和国を裏切ったとして、1509年12月1日にサン・マルコ広場で処刑されたが、その翌年に無実が証明された。

## 作品

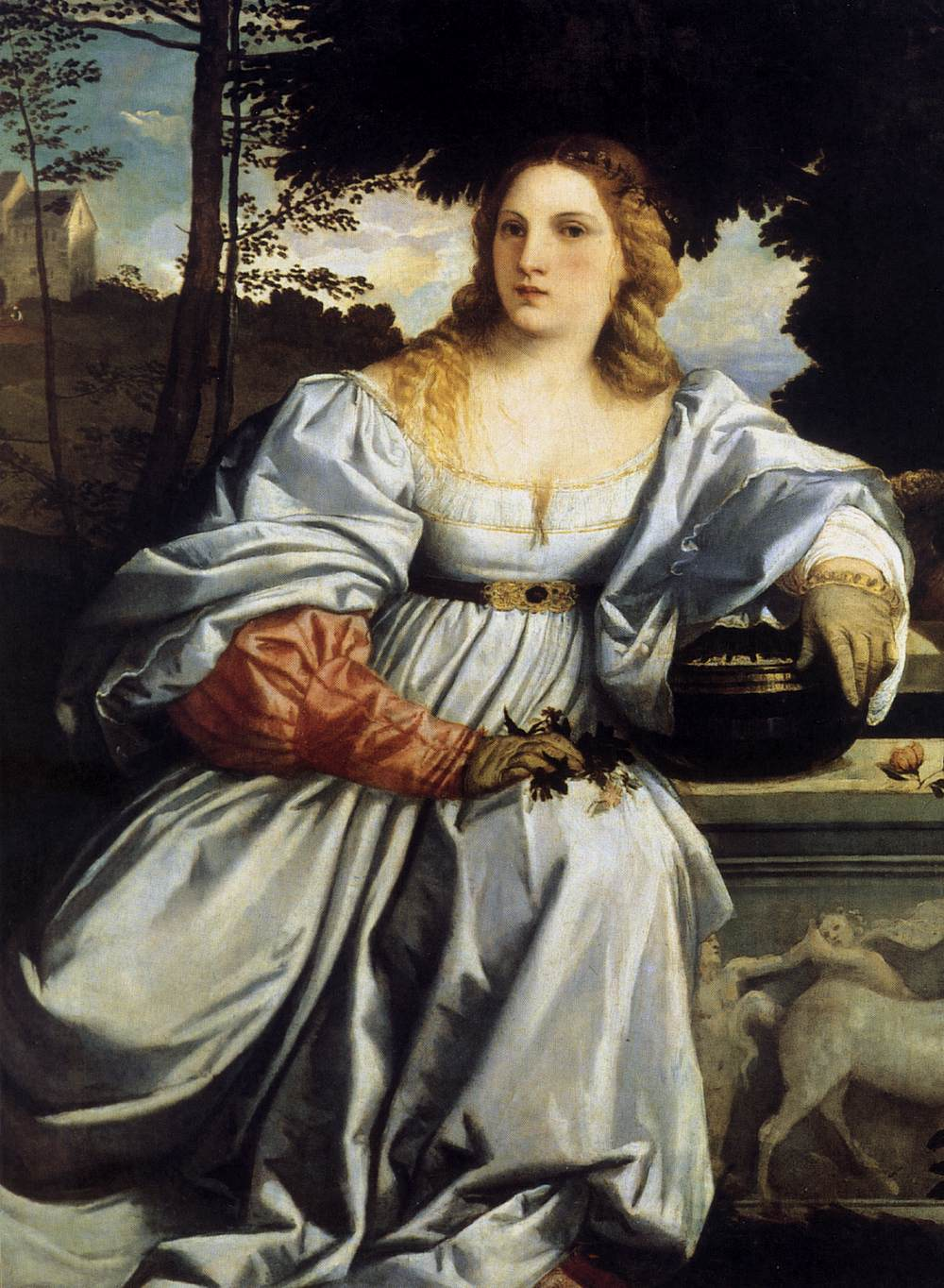
画面左のドレスを着た女性像。

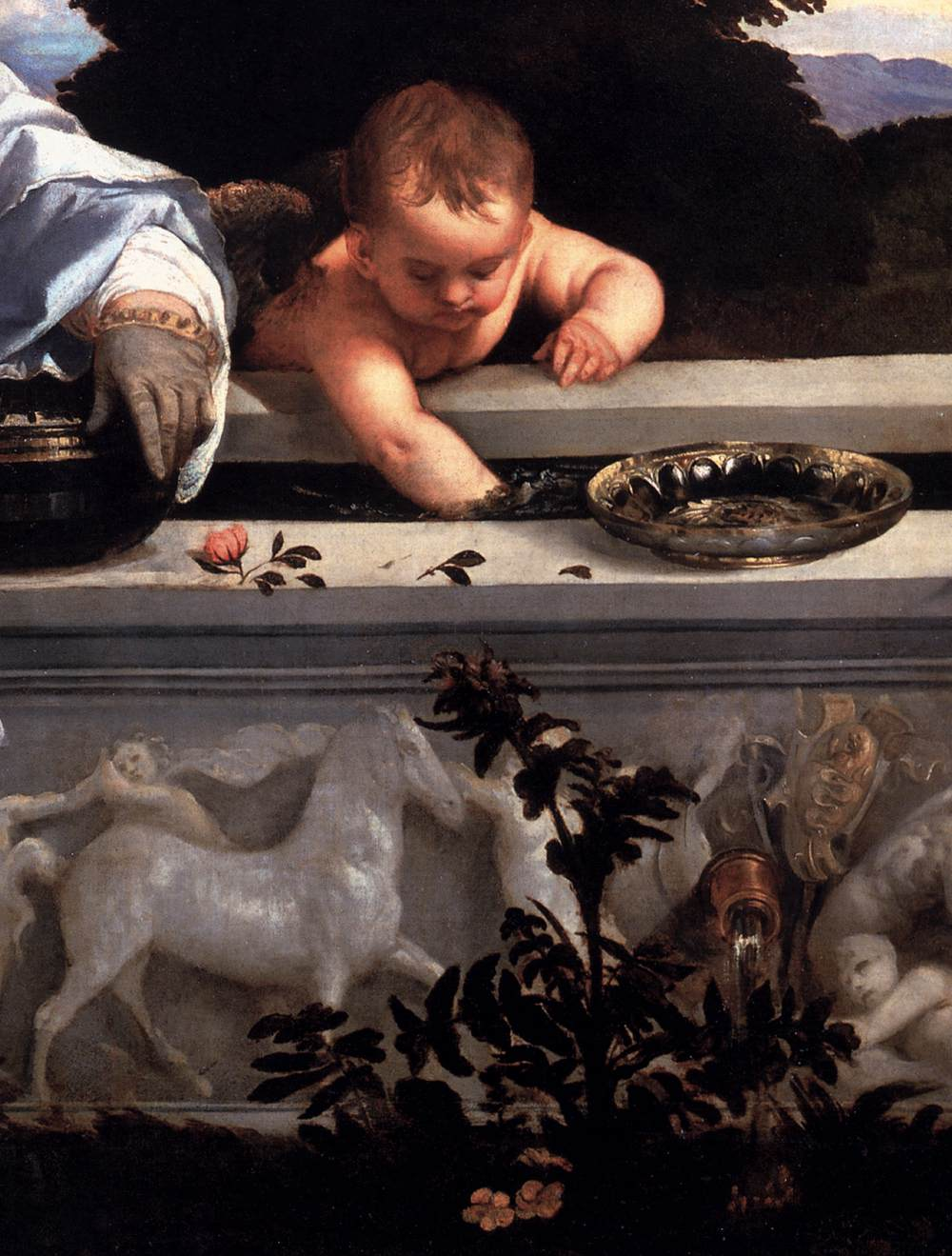
水槽に身を乗り出して手を水の中に入れているキューピッドと、水槽側面のレリーフ彫刻。2人の女性の間には2つのボウルと花が置かれている。

同一人物をモデルにしたと思われる2人の女性が、水槽として使用されている古代ローマの石棺、または古代ローマの石棺に似せて作られた水槽に座っている。ただし、ここで描かれているような広いへりは実際の石棺には見られない。この石棺に水がどのように流れ込んでいるのかは不明だが、レリーフ彫刻の中の時代にそぐわない紋章の隣にある陽物のような真鍮の注ぎ口から流れ出ている。これはニッコロ・アウレリオに属しており、絵画での存在はおそらく注ぎ口によっても表されている。
2人の女性の間には背中に小さな翼を持つ男子がいる。この男子はおそらくヴィーナスの息子であり仲間であるキューピッド、または単なるプットーである。彼は熱心に水をのぞき込み、その中に手をザブザブと突き入れている。左側の女性は豪華にそして完全にドレスで身を包んでいる。彼女のドレスは現在、通常は花嫁のものと認識されているが、過去には高級娼婦の衣服の典型であると言われていた。彼女はヴィーナスの神聖な花であり、花嫁が身に着ける花の両方の意味を持つギンバイカで髪を飾っている。
対照的に、画面右側の女性は腰に白い布を巻き、左肩に大きな赤いマントを羽織っていることを除けば裸である。20世紀には、絵画が実際に聖愛と俗愛を象徴する2人の人物像を表しているとした場合、自然な第一印象とは逆に服を着た女性像が「俗愛」であり、裸の女性像が「聖愛」であると一般的に認識されていた。裸の女性は水槽のへりに楽な姿勢で座り、片方の手をその上に置き、もう一方の手は高く上げて煙が出ている容器（おそらく香炉）を持っている。対照的に、服を着た女性のポーズは一見すると落ち着き払ってリラックスしているように見えるが、慎重に見ると彼女の下半身は幾分奇妙になっており、「花嫁の下半身はひだのあるドレスの中で失われ、上半身と一致していない」。彼女は水槽のへりが高すぎるためにその上に適切に座ることができず、膝が大きく離れている。おそらく実際には水槽の横にある別の場所に座っていると思われるが、一方でティツィアーノの初期のキャリアで発見される解剖学的構造を描写する際の多くの失敗の1つにすぎないという可能性もある。
服を着た女性は身を乗り出しているが、おそらく金属製のボウルに支えられていない。別の浅い金属製のボウルがへりの上にあり、裸の女性の近くに置かれている。アウレリオの花嫁の紋章などの、ボウルの装飾の意味を提案した研究者もいるが、絵画の洗浄後の綿密な調査では当てはまらないないようである。結婚の絵画とする説に対する初期の反論は「結婚について言及するには1つではなく2つの紋章が必要である」というものだったので、紋章がそこにあれば都合が良かっただろう。
水槽あるいは石棺の側面に彫刻された場面は、いまだ一般的に合意された解釈がなされていない。美術史家エドガー・ウィントはそれらを、おそらくすべて情熱を飼い慣らすことを意味する図像「男は厳しく鞭打たれ、女は髪の毛に引きずられ、そして馬具を着けていない馬はたてがみに導かれる」と説明した。あるいはこれらの図像は知恵の木のそばに立っているアダムとイブ、アベルを殺すカイン、そして落馬を示す聖パウロの回心として、右から左に解釈できると見なされている。1914年までに、それらは古代と近世の5つの異なる文学作品（オウィディウス、スタティウス、ウェルギリウス、ガイウス・ウァレリウス・フラックス、ボイアルド）の場面から派生したと主張されており、絵画の文学的な情報源を発見するという19世紀の好みを反映している。それらは1499年にヴェネツィアで出版されたフランチェスコ・コロンナの小説『ポリフィロの愛の戦いの夢』（1499年）の木版画挿絵と関連している。
服を着た女性の背後の画面左側の風景は、高い防衛塔がそびえる壁に囲まれた城または村落らしき場所へと向う上り坂になっている。近くに2羽のウサギがおり、ルネサンス期では通常は繁殖力または欲望の象徴である。裸の女性の背後にある風景はふもとの方に広がり、水辺の向こう側の村落は教会の塔がそびえている。馬に乗った2人の男性が、狩に適した足の速いラーチャー型の犬で野ウサギまたは大きなサイズのウサギを狩っている。羊の群れは見たところ羊飼いによって世話されており、近くに1組の恋人たちが座っている。
ティツィアーノは数年間、画家の住居であったセラヴァッレ近くのヴァル・ラピシーナの風景に触発されたと推測する研究者もいる。であるならば、左側の城はサン・フロリアーノの塔に対応し、水域はモルト湖に対応すると考えられる。他の研究者はアーゾロの丘の風景であり、左側の城はアーゾロ要塞であると想定している。風景は2つのセクションに分割され、絵画の中央のキューピッドの背後に配置された樹木によって均等に分割されているように見える。そのため2つの部分のそれぞれが女性像の1人を伴っている。
女性像のモデルは『バルビの聖会話』（Sacra conversazione Balbi）の聖カタリナからルーヴル美術館の『鏡の中の女』（Donna allo specchio）、『虚栄』（Vanità）から『フローラ』（Flora）まで、当時のティツィアーノの作品に数多く見られる。

## 様式
本作品には、非常に影響力があり、1510年に非常に若くして死去したヴェネツィアの画家ティツィアーノの師または同僚のジョルジョーネの作品でも見られる要素が含まれているが、絵画はティツィアーノ自身の様式が古いライバルとの混乱を許さない成熟に達したことを示していると一般的に同意されている。過去数年間の多くの作品が2人の芸術家の間で帰属をめぐって争われてきたが、ここではこの点について疑問の余地はない。ティツィアーノは「目的の完全な明快さと一貫性、そして芸術的手段の選択における確実性を示している。複数の、時には矛盾する方向での10年間の探求の後、ティツィアーノはジョルジョーネによって説明された古典的様式の基本的な提案に落ち着いたが、強い個性と先見の明、そしてとりわけそれを解釈することができる手際の違いを正確に自覚していた」。
様式に多くの類似点がある同時期の宗教画は、本作品の画面左側とほぼ同じ建物群を塔以外を反転して使用しているロンドンのナショナル・ギャラリーの1514年頃の『ノリ・メ・タンゲレ』（Noli me tangere）である。これらはドレスデンのアルテ・マイスター絵画館の『眠れるヴィーナス』（Venere dormiente）のグループから発展した。
ティツィアーノのアントワープ王立美術館の『聖ペテロと教皇アレクサンデル6世、ペーザロ司教』（JJacopo Pesaro presentato a san Pietro da papa Alessandro VI）では、聖ペテロはサイズ、複雑さ、および不確実な主題において、本作品のそれと比較することができる古典的なレリーフの台座の上に即位している。

## 画材
絵画は2000年に、ティツィアーノが使用した顔料を特定することを可能にした蛍光X線分析の一種によって分析された。これにより、鉛白、アズライト、鉛錫黄、ヴァーミリオン、黄土色が特定された。

## 解釈

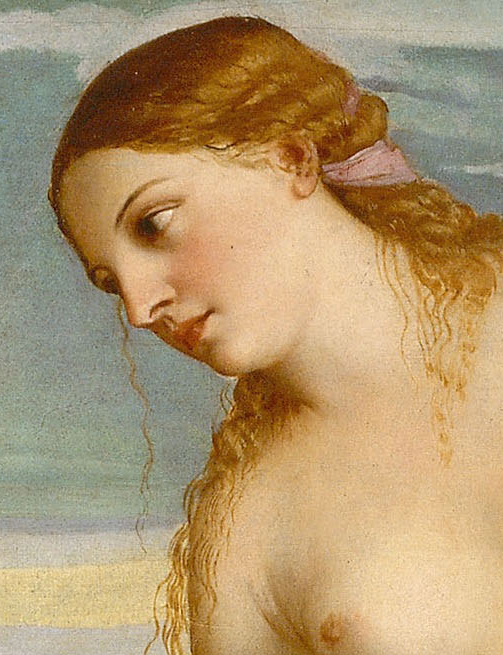
画面右側の裸の女性像。

絵画の解釈には相反するものが数多くある。それらの出発点は、ここ数十年のほとんどの解釈が結婚を記念するものと見なしている絵画の目的を特定することにある。一般的に合意がなされているのは、肉体的に同一に見えるのに対して服装が非常に異なる2人の女性像が、同一人物であろうということだけである。近年は、ティツィアーノ（および他のヴェネツィアの画家）による絵画の図像の複雑で曖昧な説明を軽視する傾向にあったが、この場合は直接的な解釈は見つからず、そして研究者たちはいくつかの複雑な寓意的な代替案を検討する準備ができている。ティツィアーノはおそらく入り組んだ寓意を自ら考案しておらず、ルネサンス期の人文主義の学者であるピエトロ・ベンボ枢機卿か、あるいは同様の人物が寓意を考案した可能性があると示唆されている。しかし図案の提供に関係した可能性がある学者の正体は純粋に憶測のままである。 
研究者たちはこれらから主流となる人物像のいくつかの識別と、分析および解釈を提案した。ヴィーナスの二重の性質である「双子のヴィーナス」（Geminae Veneres）の概念は、古典文化の思想とルネッサンス期の新プラトン主義の両方でよく発達した。1969年、美術史家のエルヴィン・パノフスキーは、2人の女性像は「双子のヴィーナス」を表したものであり、服を着た女性像は「地上のヴィーナス」（Venere Vulgare）を表し、もう1人の女性像は「天上のヴィーナス」（Venere Celeste）を表したものであると示唆した。これは今日最も受け入れられ、説得力のある解釈となっている。他の研究者は衣服を着た女性像を（理想化されながらも、肖像画ではない）花嫁を表すものと見なし、裸の女性像だけがヴィーナスを表しているとした。
現在のタイトルが最初に記録されたのは1693年の目録のみだが、2人の女性像が実際に新プラトン主義の神聖な愛と世俗的な愛の概念の擬人化を意図した可能性は残されている。美術史家ヴァルター・フリートレンダーは、絵画と1499年のフランチェスコ・コロンナの『ポリフィロの愛の戦いの夢』との類似点を概説し、2人の女性像がフランチェスコ・コロンナのロマンスの2人の女性の登場人物であるポリア（Polia）とヴェネレ（Venere）を表すと提案した。

## 来歴
絵画はおそらく1608年にパラヴィチーニ枢機卿の仲介で、ローマ教皇パウルス5世の甥で、美術コレクターであり後援者であったスピキオーネ・ボルゲーゼ枢機卿がパオロ・エミリオ・スフォンドラト枢機卿から購入した61点の絵画の1つと考えられている。1903年、美術商のコルナギは絵画を購入する契約をボルゲーゼ家と結んだが、イタリア政府は絵画の国外流出を防ぐために介入した。現在は他のボルゲーゼ・コレクションの作品とともにローマのボルゲーゼ美術館に所蔵されている。絵画は1995年に洗浄され、裏打ちされた。

## ギャラリー
ディテール

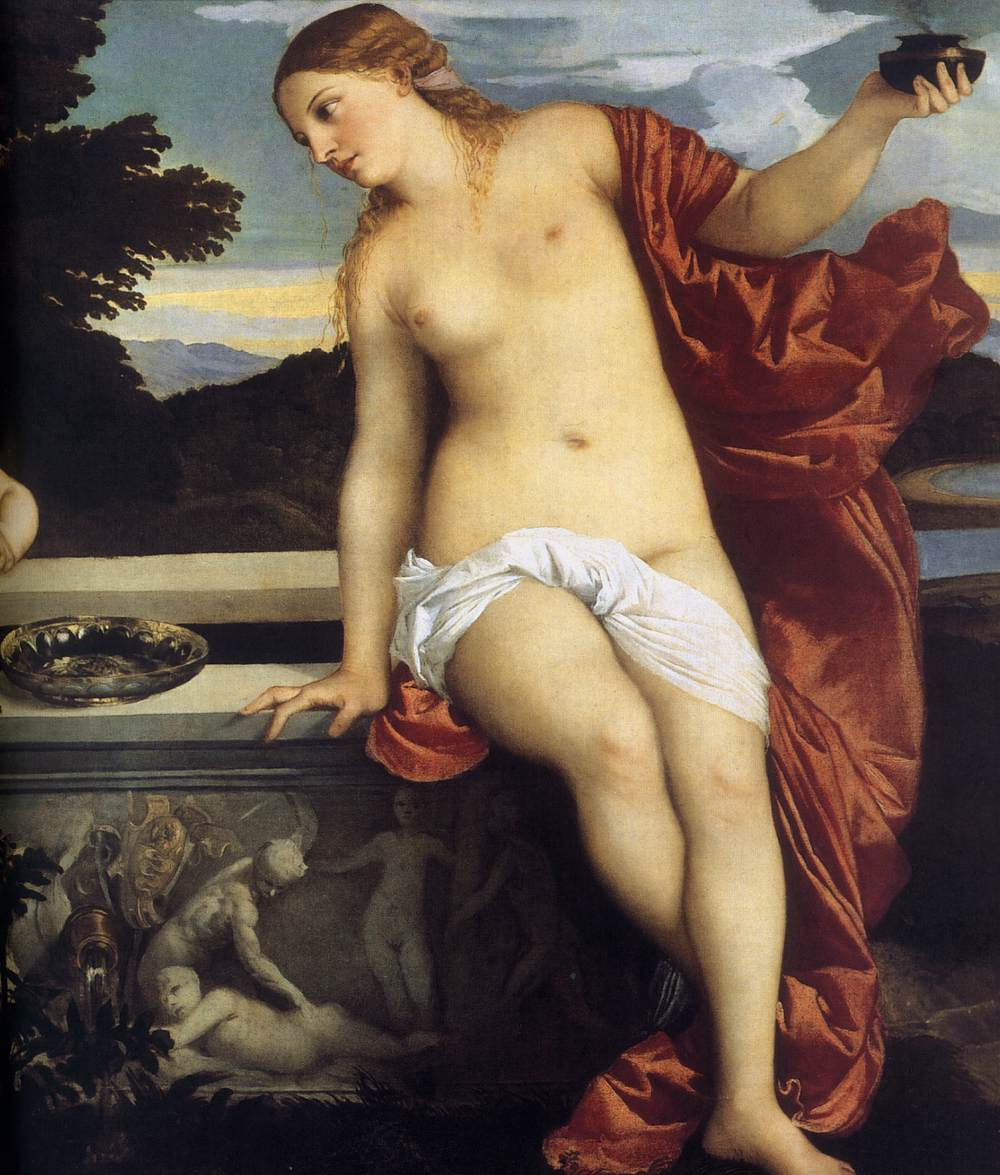
裸の女性像。右手を水槽のへりに手を置き、左手におそらく香炉を持っている。
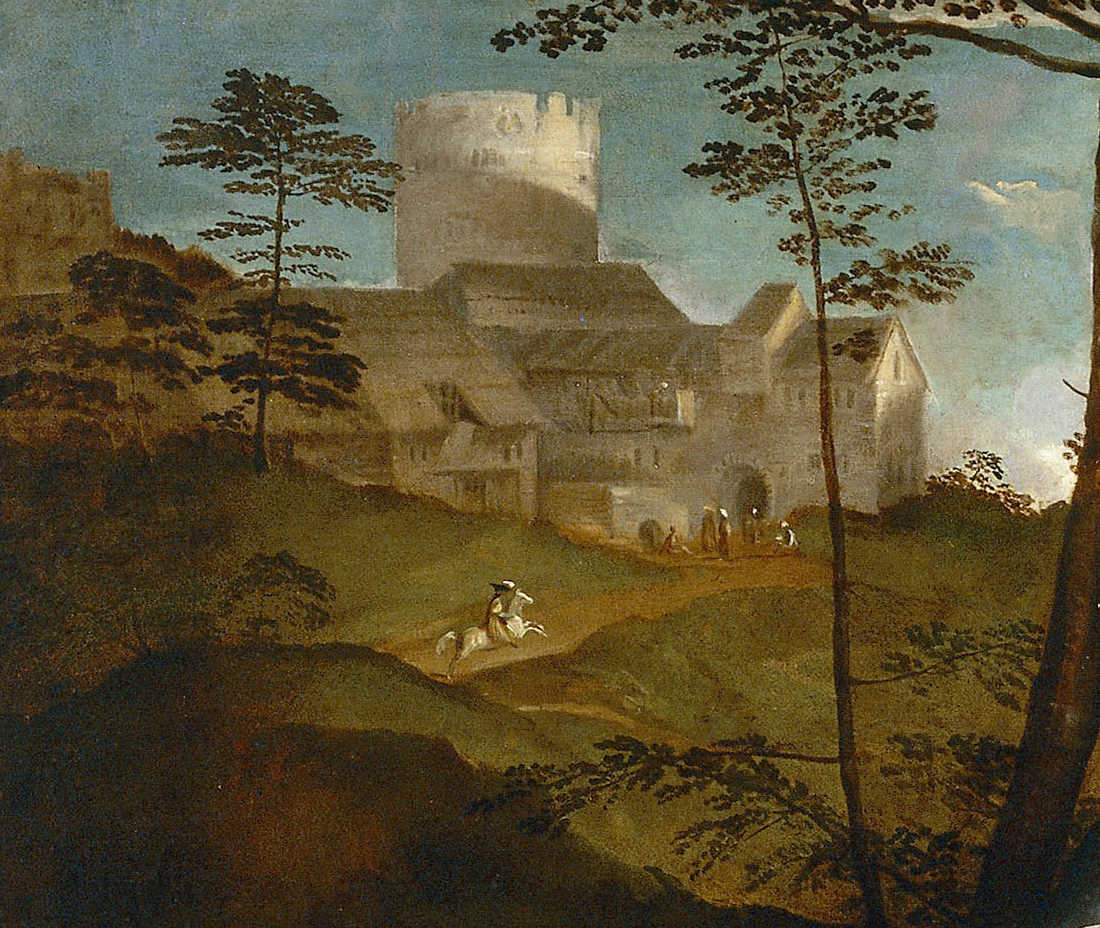
画面左側の背景。塔がそびえる城または村落に向かう道を騎馬が駆けている。
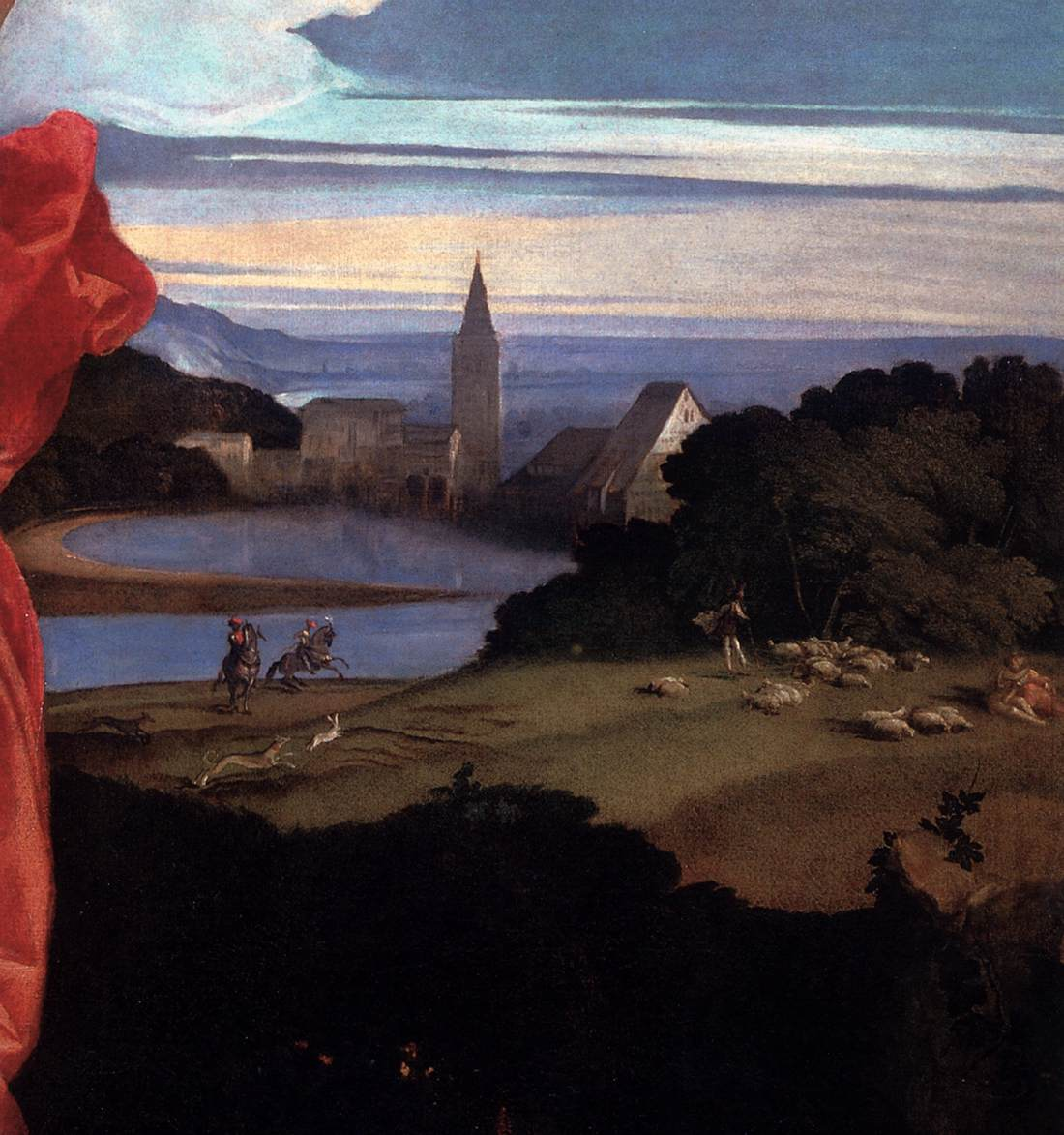
画面右側の背景。狩りが行われ、羊飼いが羊を世話している。水辺の向こう岸に村がある。

関連するティツィアーノの作品

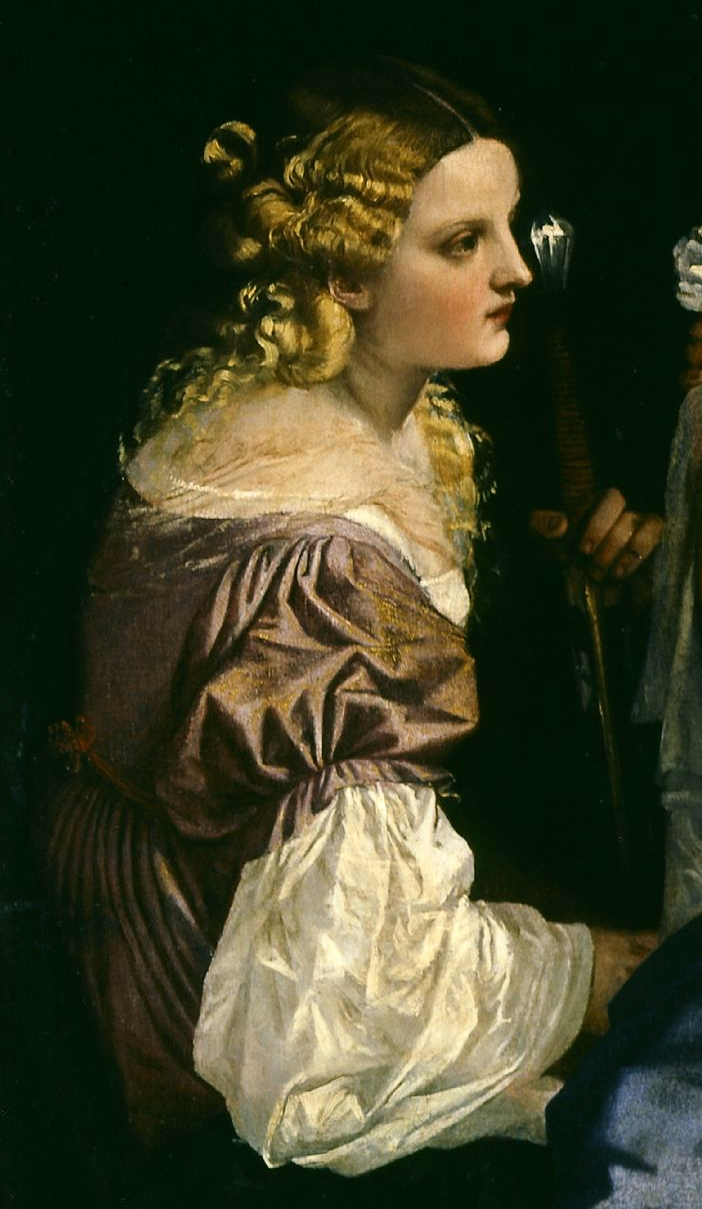
『バルビの聖会話』1513年頃 マニャーニ＝ロッカ財団（英語版）所蔵
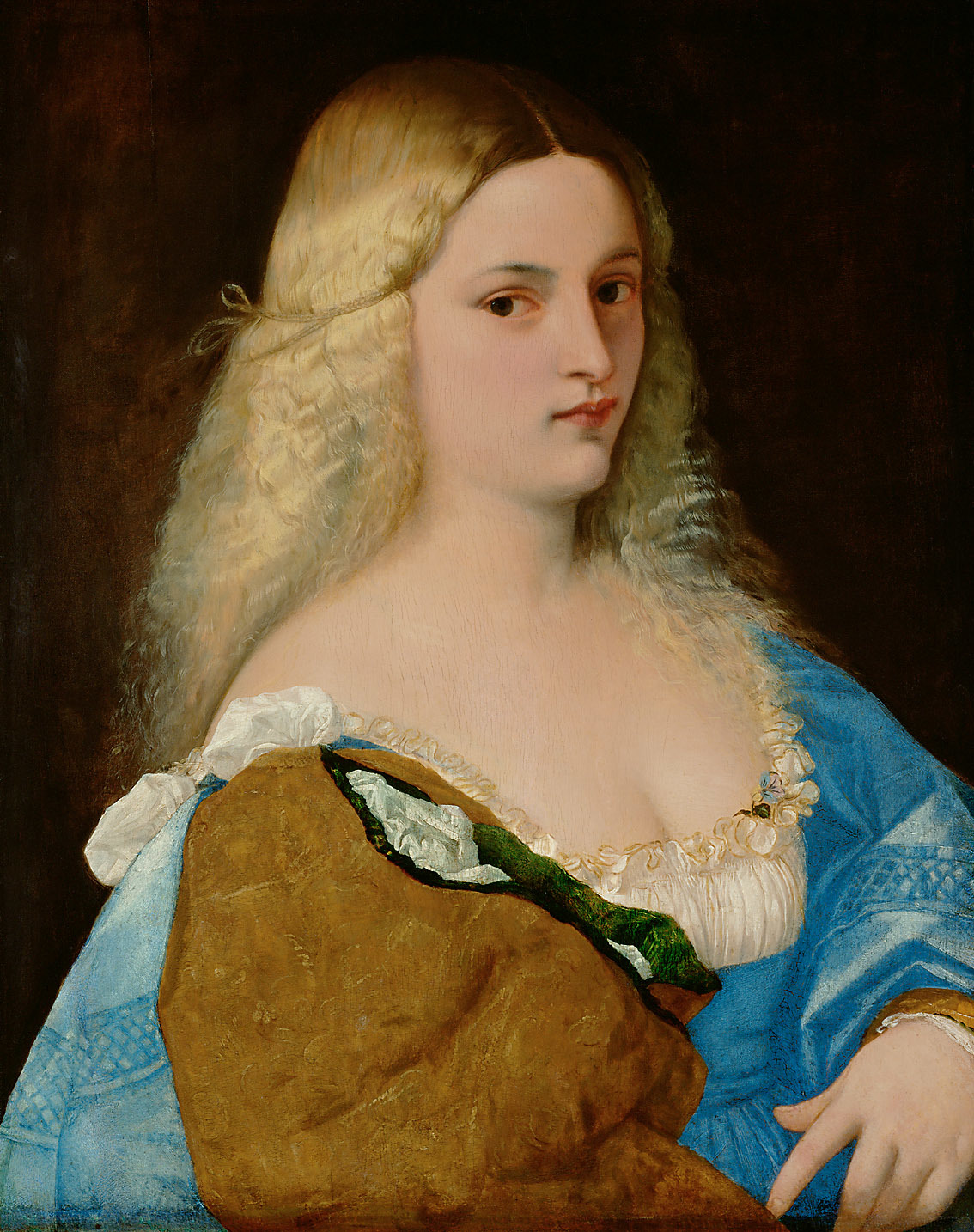
『ヴィオランテ』1510年-1515年 美術史美術館所蔵
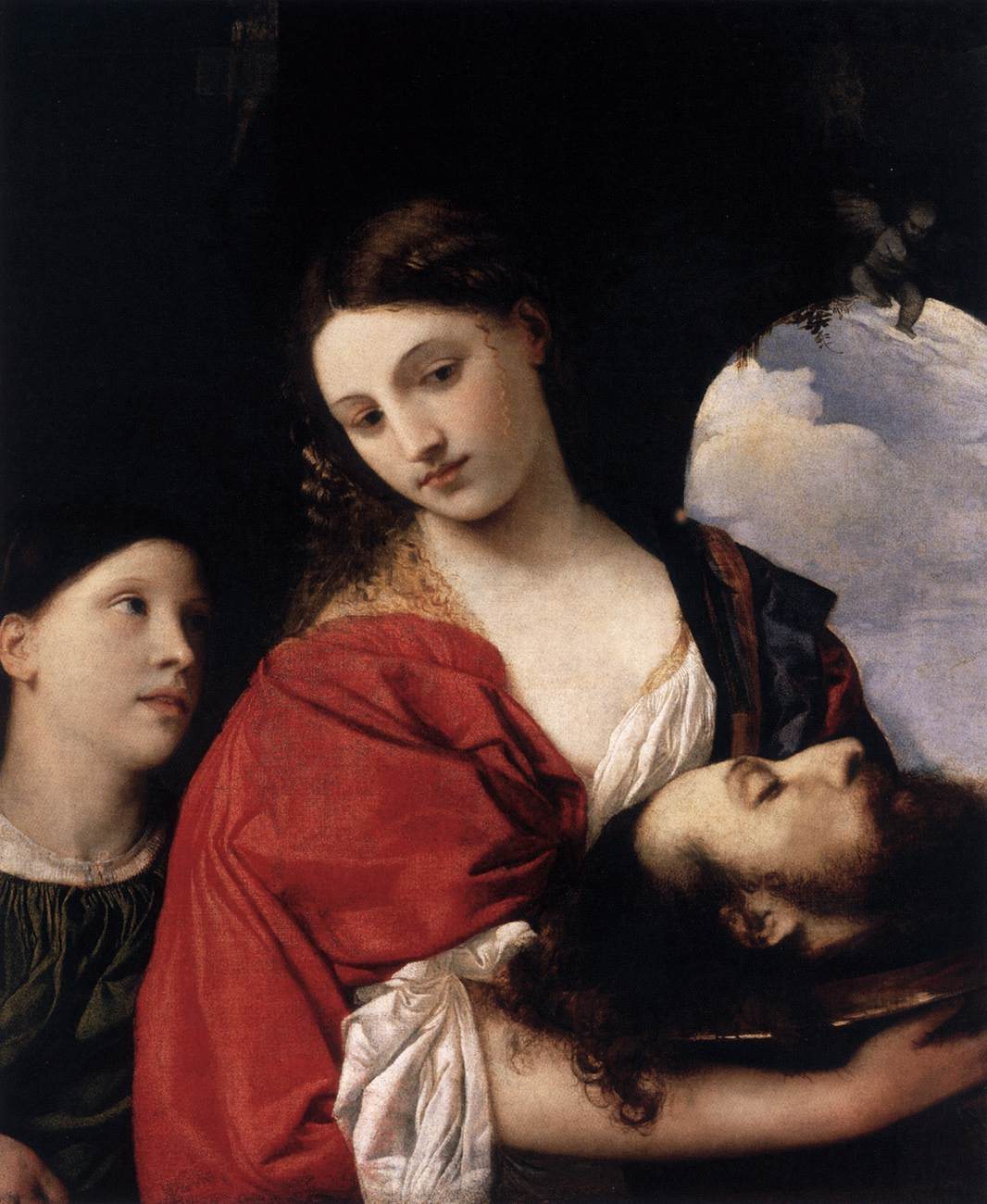
『サロメ』1515年頃 ドーリア・パンフィーリ美術館所蔵
『鏡の前の女』1515年頃 ルーヴル美術館所蔵
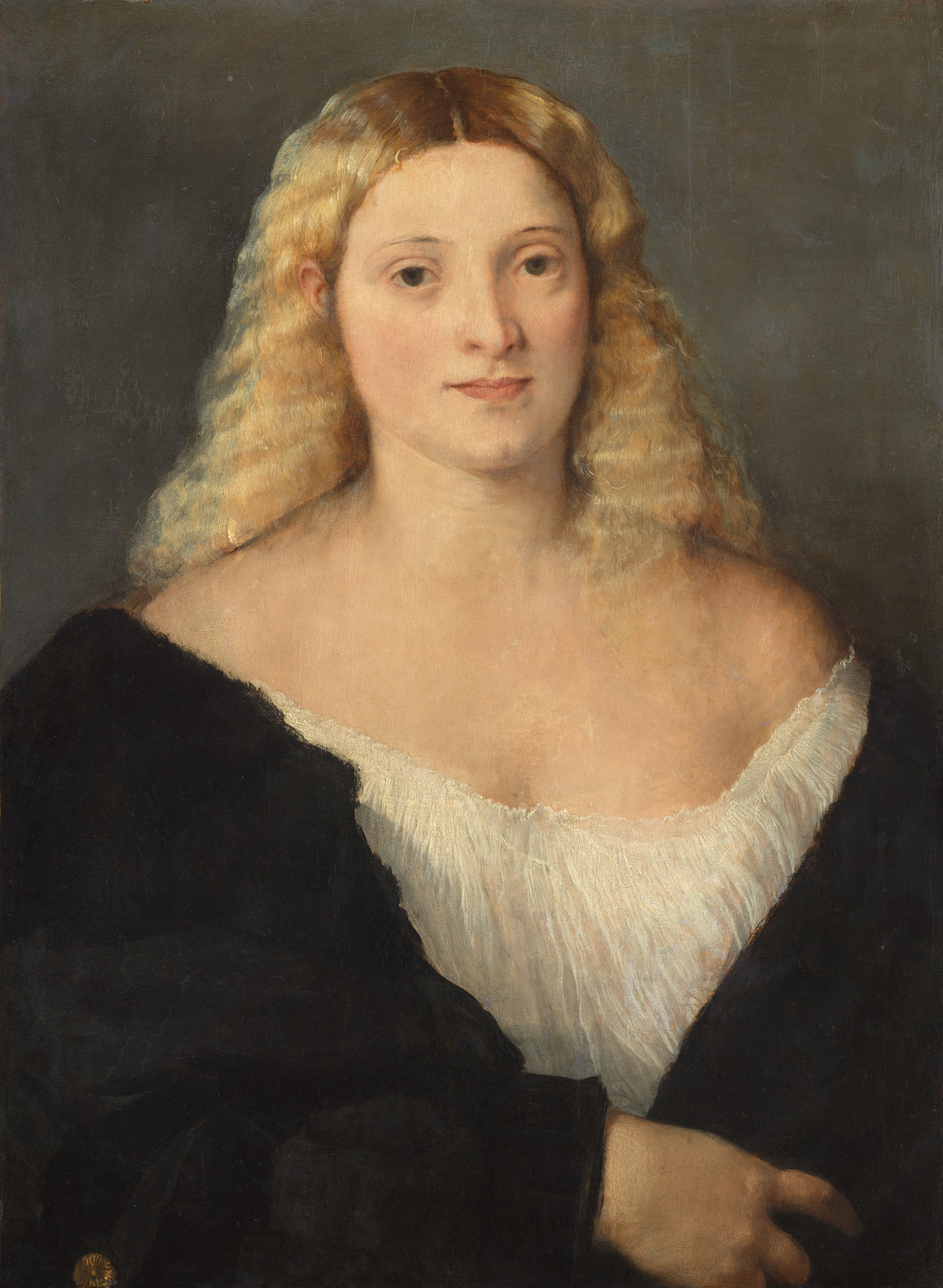
『黒い服を着た若い女性』1515年頃 美術史美術館所蔵
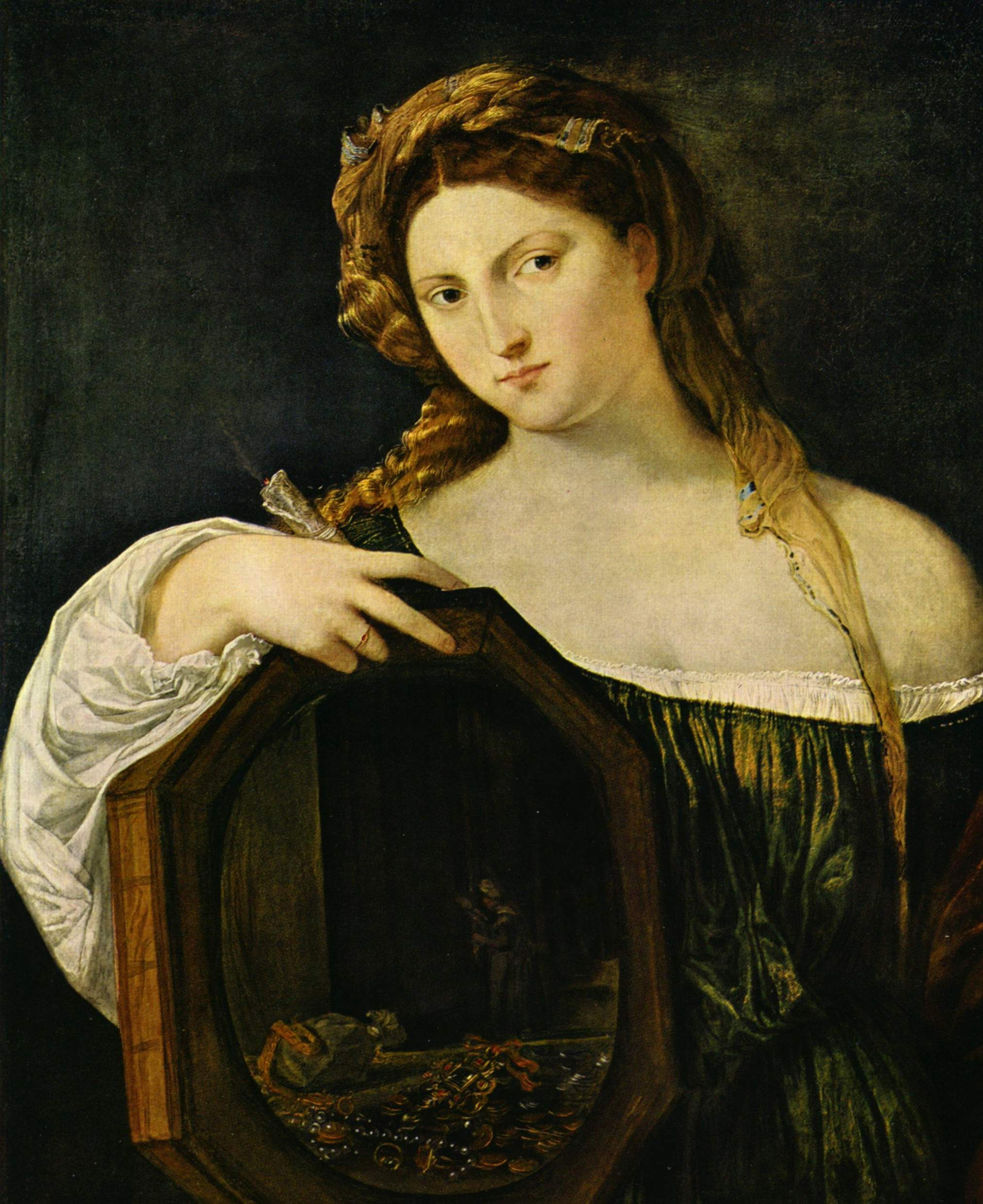
『虚栄』1515年頃 アルテ・ピナコテーク所蔵
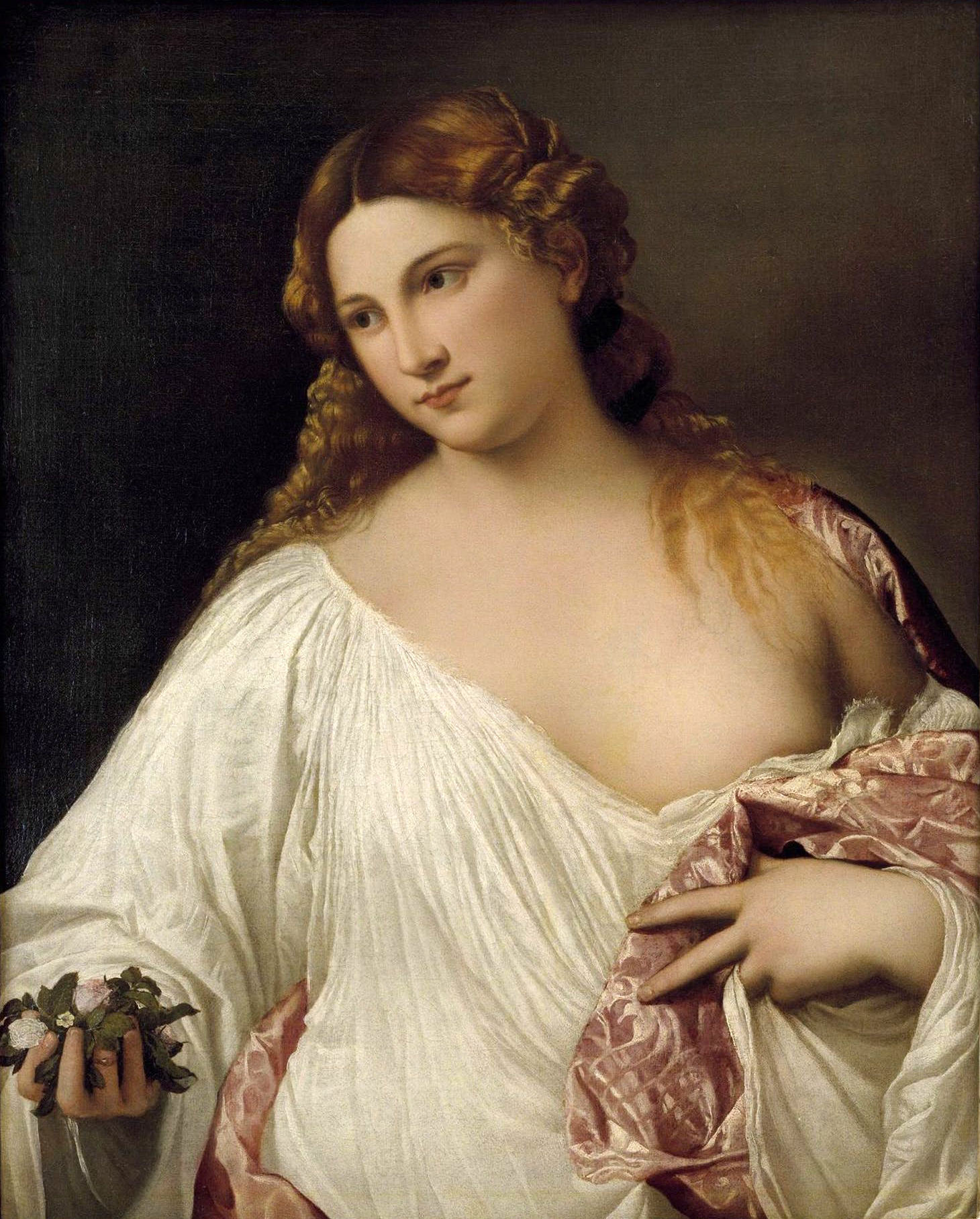
『フローラ』1515年-1520年頃 ウフィツィ美術館所蔵
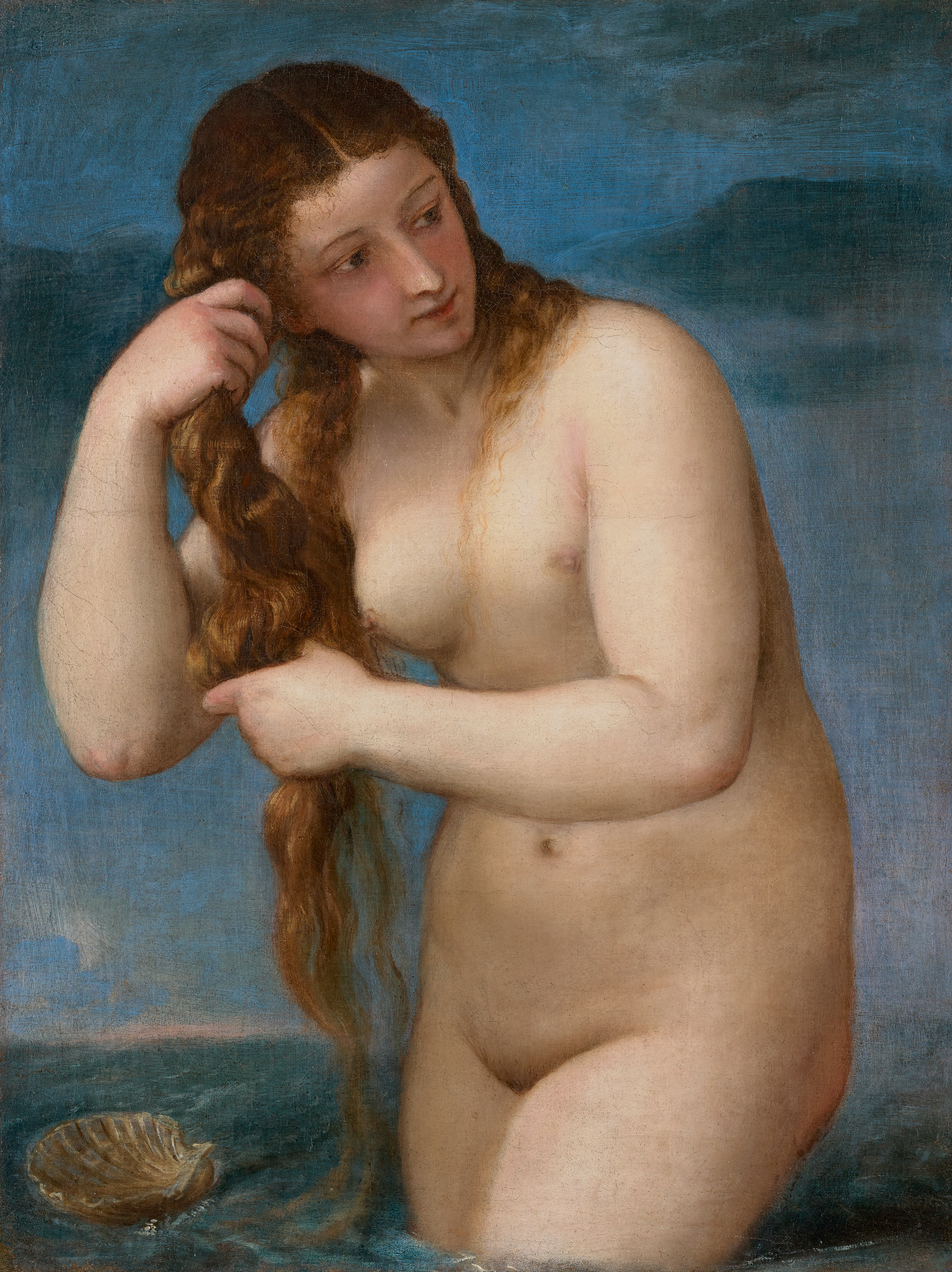
『海から上がるヴィーナス』1520年頃 スコットランド国立美術館所蔵